# Bảng xếp hạng Đại học Việt Nam VNUR
Bảng xếp hạng đại học Việt Nam VNUR (tiếng Anh: Viet Nam's University Rankings) là hệ thống xếp hạng các cơ sở giáo dục đại học (CSGDĐH) tại Việt Nam. VNUR là bảng xếp hạng đại học đầu tiên được công bố trong lãnh thổ Việt Nam, với lần đầu ra mắt vào năm 2023.
Tính đến năm 2025, VNUR đã rà soát 237 cơ sở giáo dục đại học trên cả nước, trong đó có 198 trường có đầy đủ dữ liệu để đưa vào xếp hạng. Việc xếp hạng được thực hiện thông qua bộ tiêu chuẩn gồm 6 tiêu chuẩn và 17 tiêu chí, khai thác nguồn dữ liệu lớn từ các báo cáo công khai, đề án tuyển sinh, hệ thống xếp hạng toàn cầu như QS, THE, ARWU, dữ liệu từ Bộ Giáo dục và Đào tạo, Bộ Khoa học và Công nghệ, các cơ sở dữ liệu quốc tế như Web of Science (WOS) và Scopus, cũng như thông tin về kiểm định và định hạng chất lượng như QS Stars và UPM.
Năm 2024, VNUR đã được đăng ký với Tổ chức Chuyên gia Xếp hạng Quốc tế (IREG – International Ranking Experts Group) và trở thành một trong 67 bảng xếp hạng quốc gia trên toàn cầu được công nhận trong danh mục IREG Inventory of National Rankings.

## Phương pháp xếp hạng
Tính đến năm 2025 VNUR tiến hành việc xếp hạng các trường đại học thông qua thu thập và xử lý số liệu theo 6 tiêu chuẩn (criteria), bao gồm 18 chỉ số (indicators) quan trọng được định cỡ (calibrated) đồng thời dựa trên ba nguyên tắc
1. Phù hợp với các quy định chung cũng như các tiêu chuẩn của Bộ Giáo dục và Đào tạo Việt Nam về chất lượng của trường đại học.
2. Các tiêu chuẩn/tiêu chí được tính toán dựa trên các cơ sở dữ liệu và định mức được thu thập từ các nguồn chính thống, tin cậy và khách quan.
3. Phù hợp với xu thế quốc tế.

| 6 tiêu chuẩn                            | 17 chỉ số | Phần trăm % |
| --------------------------------------- | --- | ----------- |
| Chất lượng được công nhận               | Tiêu chí 1: Thứ hạng (ranking) toàn cầu hoặc khu vực (Trọng số 8%): Tiêu chí này được xác định dựa trên các số liệu được thu thập từ kết quả xếp hạng hàng năm của các bảng xếp hạng toàn cầu uy tín như QS, THE, ARWU, QS ASIA và THE ASIA. Tiêu chí 2: Kiểm định (accreditation) cơ sở giáo dục theo bộ tiêu chuẩn khu vực và quốc tế (Trọng số 6%): Tiêu chí này được xác định dựa trên các số liệu về kết quả kiểm định cơ sở giáo dục bởi các tổ chức quốc tế hoặc khu vực uy tín như HRECES, AUN-QA… được công bố bởi Cục Quản lý chất lượng, Bộ Giáo dục và Đào tạo. Tiêu chí 3: Kiểm định (accreditation) chương trình đào tạo theo tiêu chuẩn khu vực và quốc tế (Trọng số 6%): Tiêu chí này được xác định dựa trên các số liệu về kết quả kiểm định chương trình đào tạo bởi các tổ chức quốc tế hoặc khu vực uy tín như AUN-QA, ABET, ACBSP, FIBAA… được công bố bởi Cục Quản lý chất lượng, Bộ Giáo dục và Đào tạo. Tiêu chí 4: Kiểm định (accreditation) cơ sở giáo dục theo tiêu chuẩn trong nước (Trọng số 4%): Tiêu chí này được xác định dựa trên các số liệu về kết quả kiểm định cơ sở giáo dục bởi các trung tâm kiểm định trong nước được công bố bởi Cục Quản lý chất lượng, Bộ Giáo dục và Đào tạo. Tiêu chí 5: Kiểm định (accreditation) chương trình đào tạo theo tiêu chuẩn trong nước (Trọng số 4%): Tiêu chí này được xác định dựa trên các số liệu về kết quả kiểm định chương trình đào tạo bởi các trung tâm kiểm định trong nước được công bố bởi Cục Quản lý chất lượng, Bộ Giáo dục và Đào tạo. Tiêu chí 6: Định hạng (rating) (Trọng số 2%): Tiêu chí này được xác định dựa trên các số liệu về kết quả định hạng được thu thập từ công bố của QS Star và UPM. | 30%         |
| Dạy học                                 | Tiêu chí 7: Tỉ lệ số lượng sinh viên trên một giảng viên (Trọng số 13%): Tiêu chí này được xác định dựa trên các số liệu của Báo cáo công khai kết hợp với Đề án tuyển sinh do các trường đại học công bố hàng năm và có điều chỉnh theo tỷ lệ được cho là tối ưu nhất. Tiêu chí 8: Tỉ lệ số lượng giảng viên có học vị tiến sĩ trên tổng số giảng viên (Trọng số 12%): Tiêu chí này được xác định dựa trên các số liệu của Báo cáo công khai kết hợp với Đề án tuyển sinh do các trường đại học công bố hàng năm. | 25%         |
| Công bố bài báo khoa học                | Tiêu chí 9: Số lượng bài báo khoa học của toàn trường công bố (Trọng số 8%): Tiêu chí này được được tính bằng tổng số bài báo được Web of Science và SCOPUS công bố trong giai đoạn 5 năm liên tục cho đến năm xếp hạng của VNUR. Tiêu chí 10: Năng suất công bố bài báo khoa học của toàn trường (Trọng số 7%): Tiêu chí này được được tính bằng tỷ lệ tổng số bài báo được Web of Science và SCOPUS công bố trên tổng số giảng viên trong cùng thời kỳ trong giai đoạn 2 năm liên tục cho đến năm xếp hạng của VNUR. Tiêu chí 11: Ảnh hưởng của bài báo khoa học của toàn trường công bố (Trọng số 5%): Tiêu chí này được được tính bằng tỷ lệ tổng số trích dẫn trên toàn bộ bài báo được Web of Science và SCOPUS công bố trong năm xếp hạng của VNUR. | 20%         |
| Nhiệm vụ khoa học công nghệ và Sáng chế | Tiêu chí 12: Nhiệm vụ khoa học công nghệ cấp nhà nước, Bộ Ngành, tỉnh thành phố (Trọng số 6%): Tiêu chí này được xác định dựa vào các dữ liệu do Cục Thông tin Khoa học và Công nghệ quốc gia, Bộ Khoa học và Công nghệ công bố vào trong 3 năm gần nhất. Tiêu chí 13: Số lượng bằng sáng chế được công bố (Trọng số: 3%): Tiêu chí này được xác định dựa vào các dữ liệu do Cục Sở hữu trí tuệ, Bộ Khoa học và Công nghệ công bố trong 3 năm gần nhất. Tiêu chí 14: Tạp chí khoa học uy tín (Trọng số 1%): Tiêu chí này thống kê các tạp chí khoa học của các cơ sở giáo dục đại học Việt Nam xuất bản dựa trên cơ sở dữ liệu của Hội đồng Giáo sư Nhà nước công bố trong năm xếp hạng của VNUR. | 10%         |
| Chất lượng người học                    | Tiêu chí 15: Điểm chuẩn tuyển sinh đầu vào (Trọng số 8%): Tiêu chí này được xác định bằng điểm chuẩn tuyển sinh trung bình của các trường bằng phương thức xét theo điểm thi tốt nghiệp THPT quốc gia. Dữ liệu được thu thập từ website của các cơ sở giáo dục đại học công bố trong năm xếp hạng của VNUR. Tiêu chí 16: Tỷ lệ sinh viên tốt nghiệp có việc làm (Trọng số 2%): Tiêu chí này được thu thập từ Báo cáo công khai và Đề án tuyển sinh năm hàng năm của cơ sở giáo dục đại học. Đây là tỷ lệ sinh viên có việc làm sau 12 tháng tốt nghiệp của năm trước thời điểm xếp hạng. | 10%         |
| Cơ sở vật chất                          | Tiêu chí 17: Tỉ lệ diện tích sàn xây dựng toàn trường trên mỗi sinh viên (Trọng số 3%): Tiêu chí này được xác định dựa vào các thông tin của Báo cáo công khai kết hợp với Đề án tuyển sinh do các trường đại học công bố hàng năm, có điều chỉnh theo tỷ lệ được cho là tối ưu nhất. Tiêu chí 18: Số lượng cơ sở dữ liệu tài liệu điện tử bản quyền (Trọng số: 2%): Tiêu chí này thống kê số lượng các cơ sở dữ liệu tài liệu điện tử mà các cơ sở giáo dục đại học Việt Nam đã mua bản quyền được công bố trong thời hạn 5 năm cho đến thời điểm tháng 6 của năm xếp hạng của VNUR. Việc tổng hợp các số liệu được thực hiện thông qua trang web của các thư viện, kênh https://muasamcong.mpi.gov.vn/, thông tin của các nhà cung cấp và nhà xuất bản. | 5%          |

## Bảng xếp hạng
| Cơ sở Giáo dục Đại học                                 | 2025 | 2024 | 2023 |
| ------------------------------------------------------ | ---- | ---- | ---- |
| Đại học Quốc gia Hà Nội (Công lập)                     | 1    | 1    | 1    |
| Đại học Quốc gia TP. Hồ Chí Minh (Công lập)            | 2    | 2    | 2    |
| Đại học Bách khoa Hà Nội (Công lập)                    | 3    | 4    | 4    |
| Trường Đại học Kinh tế TP. Hồ Chí Minh (Công lập)      | 4    | 6    | 6    |
| Trường Đại học Tôn Đức Thắng (Công lập)                | 5    | 3    | 3    |
| Trường Đại học Duy Tân (Tư thục)                       | 6    | 5    | 5    |
| Trường Đại học Khoa học và Công nghệ Hà Nội (Công lập) | 7    | 32   | 84   |
| Trường Đại học Sư phạm Hà Nội (Công lập)               | 8    | 7    | 8    |
| Đại học Đà Nẵng (Công lập)                             | 9    | 10   | 9    |
| Đại học Cần Thơ (Công lập)                             | 10   | 9    | 7    |